# Louis Lichtenstein
Louis Lichtenstein (* 19. Juli 1906 in New York City; † 28. Oktober 1977 in Palm Springs (Kalifornien)) war ein US-amerikanischer Knochenpathologe.

## Leben
Lichtenstein graduierte 1925 magna cum laude am City College of New York. Den M.D. erhielt er 1929 an der Yale University. Eine Fellowship brachte ihn in die Pathologie vom Mount Sinai Hospital (New York), an dem er fünf Jahre blieb. Als er 1934/35 am Charity Hospital (New Orleans) war, nahm er an der Louisiana State University eine Stelle als Pathologielehrer an. In jener Zeit veröffentlichte er sieben Arbeiten zur Niemann-Pick-Krankheit und Chronischen Nierenversagen, zum Phosphorkreislauf und zum Lymphogranuloma venereum. Immer mehr widmete er sich den Knochenerkrankungen. In seinen 12 Jahren am Hospital for Joint Diseases in New York arbeitete er mit Henry Lewis Jaffe zusammen. 16 Publikationen befassten sich mit Knochen und Gelenken. In den nächsten 29 Jahren erschienen zwei Lehrbücher und 20 Arbeiten in Cancer, The Journal of Bone & Joint Surgery, The New England Journal of Medicine und The American Journal of Pathology. Er erkannte neue Entitäten wie die Histiozytose X.
Er war Consultant für Knochentumoren am California Tumor Tissue Registry und für Pathologie am Los Angeles County Hospital und am City of Hope National Medical Center. Er war Klinischer Professor für Pathologie an der University of California und stand bei mehreren Krankenhäusern in San Francisco unter Vertrag (Children’s Hospital, St. Josephs's, Mt. Zion). Er war Consultant am Naval Hospital Oakland und in der Radiologie der Stanford University. Vorlesungen hielt er in Madrid, Mexiko, Bologna, Rom, Istanbul, Japan (Okayama, Kyoto, Tokio), Guatemala und Israel. Mit Jakob Erdheim, Fritz Schajowicz und David Dahlin (1917–2003) war er einer der großen (jüdischen) Knochenpathologen. Er war kein Vielschreiber und seine Schreibe dürfte unter deutschen Medizinern wenig Nachahmung finden:

„His writings were lucid, brilliant, comprehensive and original.“

## Mitgliedschaften und Ehrungen
- Royal College of Pathologists of Australia
- Sociedad Española de Cirugía Ortopédica y Traumatología
- International Skeletal Society[2]
- Western Orthopedic Society
- Professor Extraordinario der Nationalen Autonomen Universität von Mexiko

## Bücher
- Bone Tumors, 5. Auflage. Mosby, St. Louis 1977. ISBN 978-0-8016-3005-7.
- Diseases of Bone and Joints, 2. Auflage. Mosby, St. Louis 1975. ISBN 978-0-8016-3007-1.